# 尉屠耆
尉屠耆（?—?），前1世纪鄯善（楼兰）国王。
前108年，楼兰国王内附汉朝，以次子尉屠耆到长安为人质。前92年，楼兰王常归即位，杀死汉使，归附匈奴。前77年，汉朝使者傅介子设计刺杀了楼兰王常归（安归），改立其亲汉的弟弟尉屠耆为王，改国号鄯善，汉昭帝以宫女作为尉屠耆的夫人，派人护送回国。尉屠耆请求汉朝屯田。汉昭帝派司马一人、吏士四十人到鄯善的伊循地区，后来又设伊循都尉。这是汉朝在西域设置官吏的开始，为西域都护的设置打下基础。